# Aikido

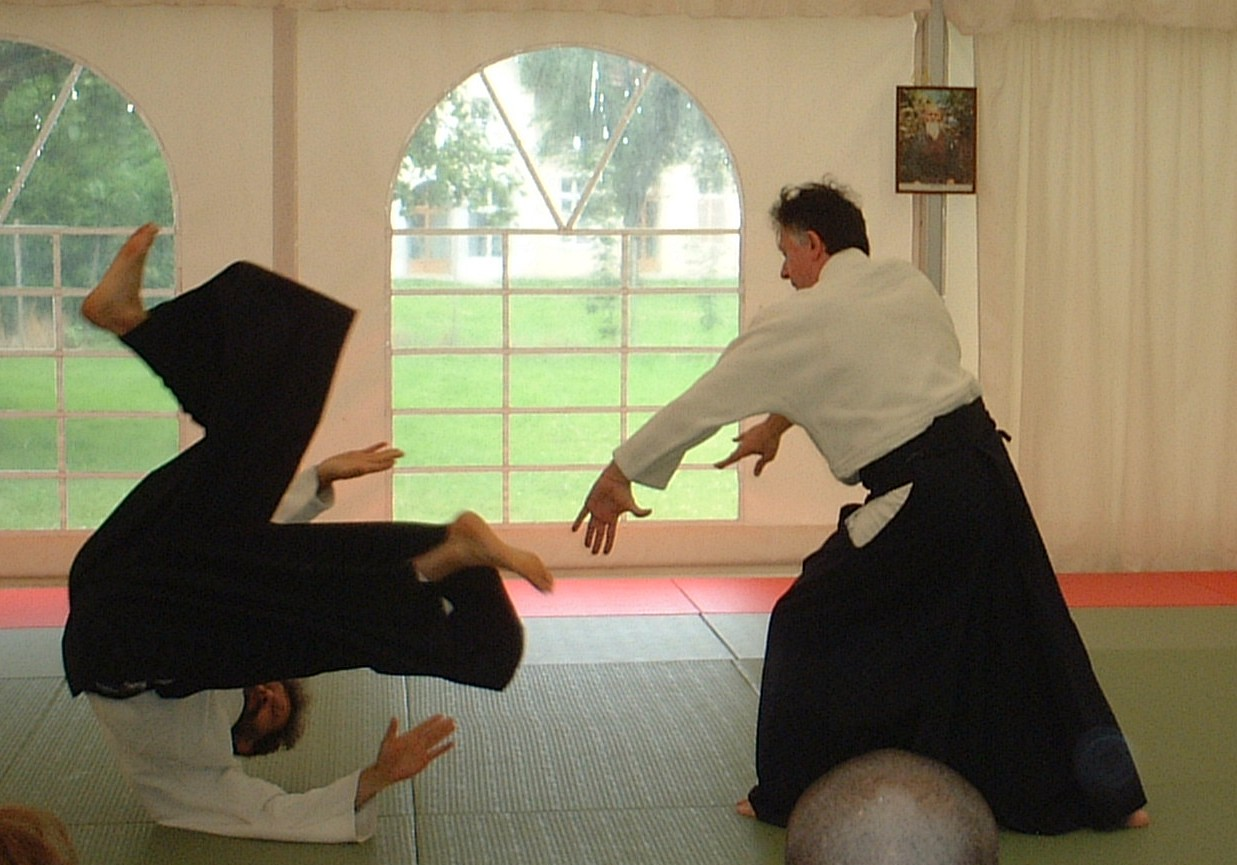
Een aikidoworp

Aikido (合気道 aikidō), letterlijk vertaald "de weg van het samenkomen met Ki" is een Japanse krijgsdiscipline (zie onder) met een sterk filosofische inslag, die in het begin van de 20e eeuw door Morihei Ueshiba ontwikkeld werd. Ueshiba, door aikidoka's O'Sensei (de grote meester) genoemd, liet zich hierbij inspireren door de technieken van de Japanse samoerai en krijgskunsten en/of vechtsporten als Daito ryu jiu jitsu, jiujitsu en kenjutsu. Ueshiba voegde ook een morele waarde toe aan de kunst van aikido, die ontleend werd aan de toen nieuwe Japanse religie Omoto-kyo.

## Betekenis van het woord aikido
Het Japanse woord aikido kan opgedeeld worden in drie aparte termen. 
- Ai is Japans voor "samenkomen, samenbrengen", in aikido dikwijls vertaald als "harmonie".
- Ki heeft meerdere betekenissen, waaronder: "energie".
- Do tot slot, betekent: "weg" als in levensweg of morele methode. Het woord Do geeft aan dat de weg die bewandeld wordt (hoe je het aanpakt) belangrijk is, het is gebruikt in vele Japanse disciplines. Dat zijn dan zowel krijgskunsten zoals kendo of judo, maar ook de theeceremonie of Chado, Japanse kalligrafie of Shodo, en zelfs bloemschikken (soms Kado genoemd).

Samen betekenen de drie woorden ai, ki en do "de weg van samenbrengen van levensenergie" of "de weg van de harmonieuze geest", wat weer uitgelegd kan worden als 'zonder geweld'. De betekenis hiervan verwijst zowel naar de filosofie die O'Sensei had met betrekking tot aikido als naar de uitvoering van technieken van aikido.
Het woord Ki is een fundamenteel Oosters concept, dat zijn oorsprong heeft in de Chinese cultuur, waar het Chi genoemd wordt, zoals in Tai Chi of Chi Gong. Doorgaans betekent Ki levensenergie die deel uitmaakt van alles wat bestaat. Ook wordt Ki vertaald als richting en dan bij aikido specifiek de richting die een aanvaller heeft ingezet. O'Sensei was niet de eerste beoefenaar van een krijgskunst die het concept Ki gebruikte in zijn discipline.
O'Sensei verbond religieuze opvattingen met de vechttechnieken die hij eerder had geleerd. De krijgskunst, die hij overigens pas in een later stadium van zijn leven 'aikido' noemde, moest volgens hem niet gericht zijn op het vernietigen van de tegenstander, maar juist op het zo min mogelijk schade toebrengen aan de tegenstander. Op een meer filosofisch en verheven niveau zag O'Sensei aikido als middel om in harmonie te komen met de wereld rond jezelf.
In de technieken vertaalt de filosofie van O'Sensei zich doordat de aikidoka (beoefenaar van aikido) een aanval niet stopt door het tegen te houden, maar de ingezette aanval ombuigt en tegen de aanvaller keert. De aikidoka komt als het ware in harmonie met de kracht en de techniek van de aanvaller.

## Krijgskunst of vechtsport
Beoefenaars van het aikido ontkennen dat het een vechtsport is. Kenmerkend is vooral dat er nimmer aangevallen wordt en dat alle technieken juist bedoeld zijn als verdediging en een afweer vormen op een aanval. Bovendien worden er in het (inmiddels) traditionele aikido géén wedstrijden gehouden, hoewel dit principe niet gehuldigd wordt door de variant tomiki-aikido. Een ander belangrijk kenmerk is het beginsel van het ju no ri, zoals in het oorspronkelijke judo, voordat dit een wedstrijdsport werd: op door de tegenstander uitgeoefende kracht wordt niet gereageerd met tegenkracht ("schrap zetten"), maar met méégeven, waarop diens kracht zich tegen hem kan keren wanneer hij uit balans gebracht wordt.
- Vechtsport: het doel is om te winnen in een wedstrijd, er zijn regels en scheidsrechters, een winnaar en een verliezer.
- Krijgskunst: doel is het leren uitschakelen van de tegenstander (dualiteit).
- Krijgsdiscipline: doel is in een martiale context met een partner de basisprincipes eigen maken.

Het grote verschil met vechtsporten als karate en judo is dat er in aikido (op de tomiki-stijl na), geen nadruk ligt op het competitie-element. Sterker nog, iedere vorm van competitie is afwezig in aikido. Aikido is defensief, echter niet in de absolute zin des woords. De beoefenaar neemt het initiatief om de situatie onder controle te krijgen.

## Citaten van Morihei Ueshiba
- Nog voor het moment dat de aanvaller heeft besloten mij aan te vallen, heeft hij reeds verloren.
- Als een vijand komt om je te treffen, stap terzij en klief hem ogenblikkelijk (iri mi nage in het Japans. Iri mi nage werd door Ueshiba als 20-jarige worp omschreven, dit om aan te geven hoe belangrijk toewijding is in deze).
- Alleen diegenen die onafgebroken oefenen, valt vooruitgang ten deel.
- In het aanzien van mijn vijand hoef ik mij enkel staande te houden. Zonder strijd, zonder vijand, ben ik de eeuwige overwinnaar.

De beoefenaar (aikidoka) traint zijn of haar lichaam en lenigheid ter verbetering van zichzelf, om zichzelf te overwinnen. Iemand die een aikidoka aanvalt, wordt niet in de eerste plaats gezien als tegenstander, maar als iemand met wie men in harmonie tracht te komen. Deze harmonie kan bereikt worden, door de aanval op een gepaste wijze onschadelijk te maken.
Gesteld kan worden dat de aikidobeoefenaar leert wat op welk moment de juiste handeling is (om de situatie te overzien en te controleren). Deze staat kan echter pas na vele jaren bereikt worden, als de technieken intuïtie zijn geworden, waarbij deze uitgevoerd worden zonder er bij na te denken. Vaak wordt er dan gezegd: de hoogste vorm is als er geen vormen meer zijn.

## Techniek
Het uitgangspunt van de aikidotechniek is het verstoren van het evenwicht van de aanvaller, door diens stoot- of slagkracht het doel te laten missen en aldus door het zwaartepunt heen te trekken, dit geschiedt door soepele, cirkelvormige bewegingen. Alle draai- en schroefbewegingen lopen uit op een worp- of hefboomtechniek. Het aikido kent drie basishoudingen en bovendien het gebruik van beide vlakke handen als een soort zwaard, verscheidene worpen en hefboomtechnieken, zoals de armklem. Omdat het traditionele aikido niet als wedstrijdsport wordt beoefend verlopen de demonstraties en examenoefeningen volgens een vastgesteld schema, waarin de verscheidene technieken aan bod komen.
Aikido wordt zowel ongewapend als gewapend beoefend. Ook wordt er met meerdere aanvallers geoefend, hoewel dit pas op hoger niveau regelmatig gebeurt. Er wordt gebruikgemaakt van een houten zwaard (boken), stok (jo) en mes (tanto).
De ongewapende technieken leren de beoefenaar de basisprincipes onderkennen en verbeteren:
- kamae (lichaamshouding)
- ma-ai (ruimtelijk bewustzijn en afstand)
- sen (timing)
- ki no nagare (vloeiende beweging)

Het gebruik van wapens is vaak bedoeld als ondersteunend lesinstrument, om de beoefenaar de oorsprong van bepaalde bewegingen uit te leggen en de basisprincipes te leren verfijnen. De beoefenaar leert geleidelijk aan ook zwaard-, stok- en mesvechten.
Het merendeel van de ongewapende aikidotechnieken maakt gebruik van klemmen en/of worpen ter verdediging tegen een (gewapende of ongewapende) aanval. Klemtechnieken richten zich doorgaans op het pols-, elleboog- of schoudergewricht van de tegenstander om hem zodoende onder controle te kunnen houden. Een belangrijk element bij zowel klem- als werptechnieken is de balansverstoring van de aanvaller, in veel gevallen door gebruik te maken van diens eigen aanvalskracht en -beweging. Slechts bij een minderheid van de aikidoworpen is er echt sprake van het optillen van de tegenstander, aangezien de meeste worpen relatief "laag" blijven.
Afhankelijk van de sensei kan het accent meer liggen op soepelheid en ruime bewegingen, of daarentegen juist op een snelle, scherpe uitvoering van de techniek. Voorts leggen sommige richtingen een grotere nadruk op wapentechnieken, terwijl andere zich vooral toespitsen op de ongewapende technieken. Nog andere zullen zich minder met het zuiver martiale aspect inlaten, om meer aandacht te kunnen besteden aan de onderliggende filosofische principes.
Een meer traditionele benadering van het aikido vraagt van de beoefenaar een diepgaandere studie van de technieken, deze overstijgend, naar de werkelijke inhoud. De techniek is daarbij dus slechts een middel en niet het doel op zich.

## Organisaties
De Aikikai Foundation (Japans: 財団法人合気会, Zaidan Hōjin Aikikai) is de oorspronkelijke aikido-organisatie in Japan, officieel erkend door de Japanse overheid in 1940. Vaak wordt ze Aikikai Hombu genoemd, of kortweg Aikikai. Het hoofdkwartier, de Aikikai Hombu Dojo, is gevestigd in Tokio, Japan.
Na de dood van Morihei Ueshiba is zijn school overgenomen door zijn zoon Kisshomaru Ueshiba en sinds 1999 is zijn kleinzoon, Moriteru Ueshiba, verantwoordelijk voor het voortzetten van de lijn van Morihei Ueshiba. Kisshomaru Ueshiba wordt vaak aangeduid als de eerste Dōshu, Moriteru Ueshiba als de tweede Dōshu. Dōshu is een erfelijke titel die binnen aikido gebruikt wordt voor het hoofd van de organisatie.
De organisatie die Morihei Ueshiba opzette en ontwikkelde wordt inmiddels voortgezet door voornoemde Hombu Dojo en wereldwijd vertegenwoordigd door de International Aikikai Federation (IAF). De stijl die zij beoefenen wordt doorgaans Aikikai Aikido genoemd.
Naast deze organisatie, bestaan er diverse andere organisaties die een andere stijl vertegenwoordigen. Naast het Aikikai Aikido wordt Ki Aikido het meest beoefend.

## Stijlen
Er zijn breed genomen drie verschillende stijlen:
- Aikikai Aikido, het aikido zoals Morihei Ueshiba dat na de Tweede Wereldoorlog overbracht aan zijn leerlingen
- Ki Aikido, het aikido dat Koichi Tohei heeft ontwikkeld na rechtstreeks les te hebben gehad van Morihei Ueshiba. Bij Ki Aikido ligt de nadruk meer op het ontwikkelen van Ki
- Aikijitsu of Aikibudo, het aikido zoals dat door Morihei Ueshiba werd beoefend in de beginjaren (jaren twintig en dertig). Bij deze vorm zijn de technieken over het algemeen harder en hebben meer overeenkomsten met Daito Ryu jiujitsu.

Vrijwel alle stijlen zijn ontwikkeld door directe leerlingen van Morihei Ueshiba. Zo zijn er het Klassiek Aikido (door Rinjiro Shirata), het Aikido Tendo Ryu (door Kenji Shimizu), Ki-Aikido (door Koichi Tohei), Yoseikan Aikido (door Minoru Mochizuki), Aikibudo (door Alain Floquet), Yoshinkan-aikido (door Gozo Shioda) en Tomiki-aikido (door Kenji Tomiki).

## Graden
Net als bij judo en karate, kent aikido kyu-graden en dan-graden. Doorgaans zijn er zes kyu-graden waarvoor men examen kan doen en vervolgens tien dan-graden. Het is gebruikelijk dat bij alle kyu-graden een witte band wordt gedragen (hoewel sommige scholen vanaf de 3e kyu een bruine band gebruiken). Vanaf de 1e dan wordt een zwarte band gedragen.
Vanaf een vastgesteld niveau, dat per organisatie verschilt, mag de aikidoka een hakama dragen. Dit is een traditionele wijde broekrok, die meestal in het zwart of donkerblauw is uitgevoerd. De hakama is een traditioneel kledingstuk, dat over de eigenlijke witte broek van het pak wordt gedragen. Het heeft zeven plooien, 5 vooraan en 2 achteraan waarbij elke plooi naar een van de zeven samoeraideugden verwijst. De meeste scholen gebruiken het als aanduiding dat de drager een bepaald niveau heeft bereikt. In Japan draagt men hem meestal vanaf de 1e dan. Binnen de JBN is het dragen vanaf de 2e kyu, te vergelijken met de blauwe band bij judo, algemeen aanvaard. In andere scholen mag men de hakama dragen wanneer de leerling zich daar goed bij voelt en de studie van aikido serieus neemt. Het dragen van de hakama was voor de Tweede Wereldoorlog verplicht. Pas na de oorlog toen Japan zich in een economische crisis bevond werd het toegestaan de les bij te wonen zonder de hakama. Westerlingen die deze ontwikkeling zagen dachten dat alleen de gevorderden de hakama mochten dragen en beginners niet.
In traditionele aikido (volgens EPA ISTA) krijgt een leerling de zwarte band wanneer hij/zij een eigen dojo start. Shodan betekent zoveel als 'eerste stap'. Het starten van een eigen dojo wordt beschouwd als eerste stap naar zelfstandigheid/autonomie. Tegenwoordig is de hoogste graad die toegekend wordt de 8e dan, postuum kan nog occasioneel een 9e dan toegekend worden. 10e dan is zeer zeldzaam toegekend, blijkbaar voor het eerst aan Koichi Tohei, door Morihei Ueshiba zelf. Personen lager dan 1ste dan worden mudansha genoemd en personen met een dan-graad yudansha. Een soortgelijke benaming is er ook voor personen met en zonder kyu-graad.
| graad                 | Japanse naam | band | kleur | groep               | hakama               | opmerking                           |
| --------------------- | ------------ | ---- | ----- | ------------------- | -------------------- | ----------------------------------- |
| geen kyu / geen graad | mukyu        |      | wit   | mudansha / mukyusha | nee                  | geen examen voor nodig              |
| 6e kyu                | rokkyu       |      | wit   | mudansha / yukyusha | nee                  |                                     |
| 5e kyu                | gokyu        |      | wit   | mudansha / yukyusha | nee                  |                                     |
| 4e kyu                | yonkyu       |      | wit   | mudansha / yukyusha | nee                  |                                     |
| 3e kyu                | sankyu       |      | wit   | mudansha / yukyusha | afhankelijk van bond |                                     |
| 2e kyu                | nikyu        |      | wit   | mudansha / yukyusha | afhankelijk van bond |                                     |
| 1e kyu                | ikkyu        |      | wit   | mudansha / yukyusha | afhankelijk van bond |                                     |
| 1e dan / beginnersdan | shodan       |      | zwart | yudansha            | ja                   |                                     |
| 2e dan                | nidan        |      | zwart | yudansha            | ja                   |                                     |
| 3e dan                | sandan       |      | zwart | yudansha            | ja                   |                                     |
| 4e dan                | yodan        |      | zwart | yudansha            | ja                   | laatste examen                      |
| 5e dan                | godan        |      | zwart | yudansha            | ja                   |                                     |
| 6e dan                | rokudan      |      | zwart | yudansha            | ja                   |                                     |
| 7e dan                | shichidan    |      | zwart | yudansha            | ja                   |                                     |
| 8e dan                | hachidan     |      | zwart | yudansha            | ja                   |                                     |
| 9e dan                | kudan        |      | zwart | yudansha            | ja                   | wordt occasioneel postuum toegekend |
| 10e dan               | judan        |      | zwart | yudansha            | ja                   | wordt praktisch niet meer toegekend |

## Titels
Aikido kent de volgende (ere)titels die kunnen worden toegekend.
| titel        | Engels               | vertaling                 | betekenis                                                                              |
| ------------ | -------------------- | ------------------------- | -------------------------------------------------------------------------------------- |
| o-sensei     | great teacher        | grote leraar              | aanspreektitel Morihei Ueshiba                                                         |
| kaiso        | founder              | oprichter                 | alternatieve aanspreektitel Morihei Ueshiba                                            |
| doshu        | master of the way    |                           | aanspreektitel Moriteru Ueshiba, de officiële erfgenaam                                |
| waka sensei  | young teacher        | jonge leraar              | aanspreektitel Mitsuteru Ueshiba, de officiële opvolgende erfgenaam en aankomend doshu |
| shihan       | senior instructor    | gevorderde leraar         | benoeming vanuit internationale bond aan minimaal 6e dan                               |
| shidoin      | instructor           | leraar                    | benoeming vanuit nationale bond aan minimaal 4e dan                                    |
| fuku-shidoin | assisting instructor | assistent-leraar          | benoeming vanuit nationale bond aan minimaal 2e of 3e dan                              |
| sensei       | teacher              | leraar / docent / trainer | persoon die op dat moment lesgeeft of regulier (elders) lesgeeft, geen benoeming nodig |

Voor Mitsuteru Ueshiba was eerst Kisshomaru Ueshiba en daarna Moriteru Ueshiba waka sensei. Deze aanspreektitel wordt niet meer gebruikt als ze doshu worden. Morihei Ueshiba was de eerste doshu, maar werd nooit zo aangesproken, wel met o-sensei of kaiso. Kisshomaru Ueshiba en Moriteru Ueshiba worden met respectievelijk 2e en 3e doshu genoemd. Het praktisch gebruik van het woord sensei binnen en/of buiten trainingen is sterk afhankelijk van het land, de taal, de cultuur en de onderlinge verhoudingen.